# Olga Gasparini
Olga Lagrange de Gasparini (Caracas, 17 de noviembre de 1932-ibidem, 31 de enero de 1971),  fue una socióloga venezolana, egresada de la Universidad Central de Venezuela en 1965.

## Biografía
Hija de Benjamin Lagrange y de su esposa María Isabel Antich de Lagrange; casada en 1951 con el arquitecto e historiador del arte Graziano Gasparini, de cuya unión nacieron Sylvia, Marina y Alessandra. A instancias de Marcel Roche, en ese entonces Director del Instituto Venezolano de Investigaciones Científicas (IVIC), fue contratada para una investigación sobre la ciencia en Venezuela, cuyo resultado se plasmó en el libro La investigación en Venezuela, condiciones para su desarrollo, editado por esta institución y que fue el primer texto de sociología de la ciencia realizado en el país. En 1969 ingresó como profesora instructora en la cátedra de sociología en la de Administración Comercial de la Facultad de Ciencias Económicas de la Universidad Central de Venezuela. 
Ese mismo año el Consejo Nacional de Investigaciones Científicas (CONICIT) empezó a funcionar y ella se encargó de la Dirección del Departamento de Sociología y Estadística, llevando a cabo la primera encuesta nacional sobre el potencial científico y tecnológico en Venezuela. Durante su gestión, reunió un equipo de destacados sociólogos y jóvenes estudiantes, a quienes con su liderazgo entusiasmó y motivó, aun cuando para ese momento, ya empezaba a sufrir de lupus, enfermedad de la cual moriría. Como parte de su trabajo en el CONICIT, viajó por América Latina y Europa. 
Durante ese tiempo mantuvo activa discusión que en parte expuso en una conferencia donde ella esboza la hipótesis de la marginalidad de la ciencia en Venezuela, que tuvo intensa repercusión en la explicación del desarrollo de la actividad científica en el país. Su conferencia fue publicada póstumamente bajo el título de Algunos elementos para el análisis de la cultura y tecnología en Venezuela.
Olga Gasparini fue pionera, junto a Hebe Vessuri, Yajaira Freites y Marcel Roche, en el desarrollo de los Estudios Sociales de la Ciencia en Venezuela. Contribuyó de manera determinante en la institucionalización de este campo en el país, a través de la creación de programas de postgrado.
La reedición de las obras de Gasparini ha sido una iniciativa impulsada por el Dr. Eloy Sira, Director del IVIC, quien la propuso en su discurso de inauguración de la Sala Olga Gasparini en el Centro de Estudios de la Ciencia en septiembre de 2014.